# Dupjacsani
Dupjacsani (macedónul: Дупјачани) település Észak-Macedóniában, a Pelagonijai körzet Dolneni járásában.

## Népesség
| Lakosok száma | 221  | 216  | 232  | 179  | 164  | 163  | 155  | 127  |
|               | 1948 | 1953 | 1961 | 1981 | 1991 | 1994 | 2002 | 2021 |

2002-ben 155 lakosa volt, akik közül 154 macedón és 1 egyéb.